# (8) Flora
(8) Flora – ósma w kolejności odkrycia planetoida z pasa planetoid.

## Odkrycie i nazwa
(8) Flora została odkryta 18 października 1847 roku przez Johna Russella Hinda w Londynie.
Nazwa planetoidy pochodzi od bogini rzymskiej Flory i została zaproponowana przez astronoma Johna Herschela.

## Orbita
Orbita planetoidy Flora nachylona jest pod kątem 5,89° do ekliptyki, a jej mimośród wynosi 0,16. Ciało to krąży w średniej odległości 2,20 au wokół Słońca. Peryhelium orbity znajduje się 1,86 au, a aphelium 2,55 au od Słońca. Na jeden obieg Słońca planetoida ta potrzebuje 3 lata i 97 dni.

## Właściwości fizyczne
Jest to ciało, którego wielkość wynosi 145×145×120 km, jest więc to obiekt o nieregularnym kształcie. Albedo Flory jest dość duże jak na planetoidę i wynosi około 0,23, natomiast jej absolutna wielkość gwiazdowa sięga około 6,61m. Okres obrotu tego ciała określa się na ok. 12 godzin i 48 minut, oś obrotu nachylona jest do płaszczyzny orbity planetoidy pod kątem 78°.
Od nazwy tej planetoidy pochodzi określenie dla całej rodziny planetoid, które charakteryzują się podobnymi cechami co Flora, a nazywanej czasem rodziną Ariadne.
Widmo 8 Flory wskazuje, że składa się ona w dużej części z mieszanki skał krzemianowych, zawierających piroksen i oliwin oraz z metali, takich jak żelazo i nikiel. Jest ona prawdopodobnie źródłem pochodzenia meteorytów zwanych chondrytami grupy L.